# Rúnar Rúnarsson
Rúnar Rúnarsson, född 20 januari 1977 i Reykjavik, är en isländsk filmregissör, filmproducent och manusförfattare. Han blev Oscarsnominerad för bästa kortfilm 2006 för Síðasti bærinn. Även kortfilmen Smáfuglar blev internationellt uppmärksammad två år senare med flera festivalpriser. Hans långfilmsdebut Volcano, om en pensionerad vaktmästare vars fru blir allvarligt sjuk, visades i sidoavdelningen Quinzaine des réalisateurs vid filmfestivalen i Cannes 2011, och fick i hemlandet fem Eddapriser, däribland Bästa film, regi och manus.
2025 korades When the Light Breaks till bästa nordiska film på Göteborgs filmfestival. 

## Filmregi
- Klósettmenning (1995) – kortfilm
- Lífsg(æði) (1997) – kortfilm
- Oiko logos (1997) – kortfilm
- The collector (1998) – kortfilm
- Hringur (1998) – kortfilm
- Rætur (2000) – kortfilm
- Leitin að Rajeev (2002) – dokumentär
- Bragur (2004) – kortfilm
- Síðasti bærinn (2004) – kortfilm
- Smáfuglar (2008) – kortfilm
- Anna (2009) – kortfilm
- Volcano (2011)
- Sparrows (2015)
- Bergmál (2019)
- När ljuset bryts (2024)